# Gèdre
Gèdre è un comune francese soppresso del dipartimento degli Alti Pirenei della regione dell'Occitania. Dal 1º gennaio 2016 si è fuso con il comune di Gavarnie per formare il nuovo comune di Gavarnie-Gèdre di cui è divenuto comune delegato.

## Storia
La trota fa riferimento al soprannome ets pescadous de Yédres dato agli abitanti alla fine del XVIII secolo.

## Società

### Evoluzione demografica
Abitanti censiti